# Lindau (ostrov)
Lindau je ostrov ležící v severovýchodní, bavorské části Bodamského jezera. Skoro celý je zastavěn historickým jádrem bavorského okresního města Lindau.
Ostrov má zhruba 2800 obyvatel a plochu 51,92 ha. Je to druhý největší ostrov na Bodamském jezeře po Reichenau. Dnešní ostrov se v minulosti skládal ze 3 samostatných ostrovů, které vznikly z morény rýnského ledovce.

## Pamětihodnosti

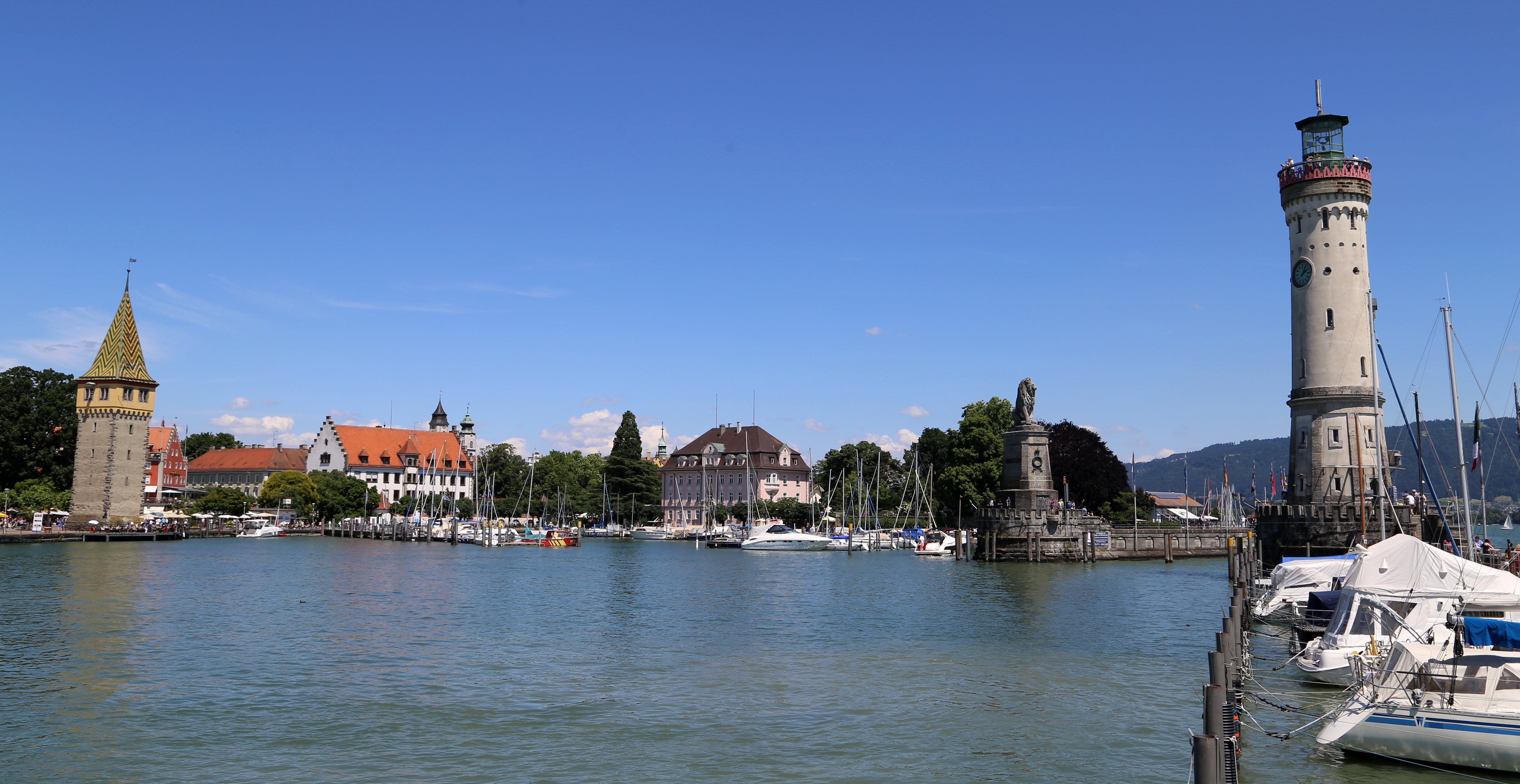
Přístav Lindau – věž Mangturm (vlevo) a maják

Památkově chráněné staré město Lindau zaujímá většinu východní části ostrova. Paralelně s hlavní ulicí Maximilianstrasse vedou ulice Ludwigstrasse a Grub . Jejich zakřivený průběh ukazuje, že byly postaveny podél středověkých městských hradeb. Menší, dříve samostatný zadní ostrůvek leží západně od historických městských hradeb a zasypaného městského příkopu.
S pevninou je ostrov spojen železničním náspem a silničním mostem. V centru stojí za vidění malebné historické domy stejně jako věž Mangturm u přístavu.
Přímo na ostrově se nachází vlakové nádraží Lindau-Insel.